# 日本ユニバーサルカラー協会
一般社団法人 日本ユニバーサルカラー協会（いっぱんしゃだんほうじんにほんユニバーサルカラーきょうかい、Japan Universal Color Association）は「年齢や性別、障害の有無に関わらずすべての人が快適に暮らせる色」をコンセプトとした『ユニバーサルカラー』の普及を目的とする団体。略称はUNICA（ユニカ）。東京都世田谷区に本拠を置く。

## 目的
定款で「高齢社会における生活環境の質の向上に必要とされる色彩の調査・研究・提言を行い、豊かな社会の実現を目指し、社会的に貢献することのできる人材の育成・色彩教育、及び会員相互の増進を目的とする」と定めている。

## 沿革
色彩専門家の南涼子が中心となって2003年4月に発足した。
1997年に文部科学省認定ファッションコーディネート色彩検定一級試験に合格した南は、老人介護施設からの依頼をきっかけに、それまであまり色彩が重視されてこなかった福祉分野への色彩活用に可能性を見出し、介護施設でボランティア活動をしながら高齢者や認知症患者が快適に暮らせる色彩の研究に従事、そこで得た知見をもとに「年齢や性別、障害の有無に関わらずすべての人が快適に暮らせる色」をコンセプトとした『ユニバーサルカラー』を考案し提唱する。
やがて、全国から高齢者施設での活動について問い合わせが寄せられるようになったことから、組織的な対応の必要性を感じた南は2003年に日本ユニバーサルカラー協会を立ち上げる。
2010年、科学的知見に基づいて色と形をクリスタルガラスで立体造形した「クリスタルカラーセラピー」を発表。
2011年9月に一般社団法人化。
2024年、年齢や性別、障害の有無に関わらずあらゆる人に配慮した色彩デザインであることを証明する「ユニバーサルカラー認証事業」を開始。
また、建設業界を対象に安全大会等で色彩を活用した事故防止策を提言する活動も始めた。

## 事業内容
以下、定款から抜粋した。
- ユニバーサルデザインにおける色彩の研究調査、提案
- ユニバーサルカラー認証事業
- 高齢者施設、医療施設の色彩コンサルティング
- 建築等の色彩設計
- 製品開発の色彩監修、その他既存製品の色彩改善提案
- 製品開発におけるカラーデザイン
- 高齢者、障がい者の色彩によるメンタルケア
- 講演、研修会等への講師派遣